# Сретен Сокић
Сретен Сокић (Севојно, 20. август 1945) српски је политиколог, економиста, привредник и професор универзитета у пензији. Својевремени проректор Универзитета у Београду, продекан на Факултету политичких наука, редовни професор на Факултету политичких наука у Београду. Био је директор Института за политичке студије и генерални директор Ваљаонице бакра и алуминијума у Севојну.
Аутор је педесетак научних и стручних књига и монографија, девет уџбеника, преко педесет самосталних научних радова, око тридесет самосталних научних и стручних радова који су саставни делови у монографским публикацијама, преко 40 одредница у економским лексиконима, као и већег број објављених научних излагања на научним конференцијама.
Аутор је осамнаест макро научно-истраживачких пројеката, од којих је у седам био руководилац. Области научних истраживања: Теоријске основе науке економије; Економска политика и економски систем; Савремене тенденције глобализације; Транзиција привредних система и Економска историја Србије.
Добитник је признања и награда, укључујући и Орден рада са златним венцем.

## Биографија
Сретен (Радоша) Сокић рођен је у Севојну, 20. августа 1945. године. Дипломирао је на Факултету политичких наука у Београду 1970. године. Магистрирао је на Факултету за историју и економију, Талахаси, Флорида, САД 1973., као и на Факултету политичких наука у Београду 1974. Докторирао је на Факултету политичких наука, Београд 1976. године.
Између осталог био је асистент на Институту за политичке студије (1970–1974), руководилац Сектора за ИПО (1980–1981), заменик директора (1981–1984) и директор (1984–1987).
На Факултету политичких наука био је асистент (од 1974), доцент (од 1977), продекан за наставу (1981–1983), ванредни професор (1982) и редовни професор (од 1987).
Као редовни професор на Факултету политичких наука Универзитета у Београду реализовао је предмете: Економија, Економски систем Србије, Теорија и пракса јавних финансија, Економија ванредних ситуација и Теорија и пракса транзиције (на докторским студијама). Био је руководилац смерова на последипломским (магистарским) студијама на Факултету политичких наука: Трансформација привредног система и економске политике Југославије (смер реализован од 1993. године до 1997); Транзиција од административно-централистичке ка тржишној економији (1993–1997); Транзиција привредних система (од 1997). У оквиру ових смерова изводио је наставу из предмета: Друштвено-економско уређење Југославије; Својина и транзиција; Економија транзиције; Теорија и пракса транзиције. Учествовао у реализацији наставе на универзитетским мултидисциплинарним студијама из Рехабилитације и социотерапије, школске године 2003. и 2004.
На специјалистичким и последипломским студијама као и у изради докторских дисертација био је више од двадесет пута ментор, председник комисија и члан комисија за одбрану.
Руководилац смерова на последипломским студијама Факултету политичких наука у Београду.
Такође је био генерални директор Ваљаонице бакра и алуминијума у Севојну (1990–1991) и проректор Универзитета у Београду од 4. октобра 2000. до 26. марта 2001.
Био је уредник низа едиција и редакција. Члан је редакције часописа за филозофију, друштвене науке и политичку критику Српска слободарска мисао од 2000. године.
Одржао више стотина јавних предавања у земљи и иностранству.
Катедра за политичку економију и економске науке и Наставно-научно веће Факултета политичких наука оценили су да је проф. С. Сокић дао резултате на високом нивоу.

### Књиге (избор)
- Економија и револуционисање производних снага, Институт за политичке студије, Београд, 1977. Стр. 400.
- Материјалне снаге и економски облици самоуправљања, Институт за политичке студије, Београд, 1987. Стр. 852. YU.  86-7419-001-2 неважећи .
- Економски поредак, Научна књига, Београд, 1992. Коаутор: проф. Љубисав Марковић..  86-23-04101-1. стр. 398.
- Економија, Завод за уџбенике и наставна средства, Београд, 1996. Коаутор: проф. Љубисав Марковић..  978-86-17-04914-8. стр. 614.
- Транзиција – илузија или будућност, Завет, Београд. 2000.  978-86-7034-035-0. стр. 389.
- Економија транзиције, „Завет“, Београд, 2003. Стр. 678.  978-86-7034-055-8[3]
- Капитал у економији транзиције, „Завет“, Београд. 2005.  86-7034-065-8. стр. 840.
- Србија у процесима капитала, „Завет“, Београд, 2008. Стр. 634.  978-86-7034-068-8.[4]
- Економија јавне потрошње, „Чигоја штампа“ и Факултет политичких наука, Београд, 2011. год.  978-86-7558-792-7. стр. 378.[5]